# Великоканівецька сільська рада
Великоканіве́цька сільська́ ра́да — адміністративно-територіальна одиниця та орган місцевого самоврядування в Чорнобаївському районі Черкаської області. Адміністративний центр — село Великі Канівці.

## Загальні відомості
- Населення ради: 2 124 особи (станом на 2001 рік)

## Населені пункти
Сільській раді були підпорядковані населені пункти:
- с. Великі Канівці
- с. Малі Канівці

## Склад ради
Рада складалася з 16 депутатів та голови.
- Голова ради: Гриценко Микола Іванович
- Секретар ради: Довгань Раїса Григорівна

### Керівний склад попередніх скликань
| Прізвище, ім'я, по батькові | Основні відомості                                                                       | Дата обрання | Дата звільнення |
| --------------------------- | --------------------------------------------------------------------------------------- | ------------ | --------------- |
| Гриценко Микола Іванович    | Сільський голова, 1955 року народження, освіта вища, член Соціалістичної партії України | 26.03.2006   | 31.10.2010      |
| Гриценко Микола Іванович    | Сільський голова, 1955 року народження, освіта вища                                     | 31.10.2010   |                 |

Примітка: таблиця складена за даними сайту Верховної Ради України

### Депутати
За результатами місцевих виборів 2010 року депутатами ради стали:

#### За суб'єктами висування
| Суб'єкт висування | Кількість обраних депутатів | %  |
| ----------------- | --------------------------- | -- |
| Партія регіонів   | 12                          | 75 |
| Самовисування     | 4                           | 25 |

#### За округами
| № округу        | Прізвище, ім'я, по батькові       | Дата визнання обраним | Освіта             | Партійна приналежність | Відомості про обраного депутата             |
| --------------- | --------------------------------- | --------------------- | ------------------ | ---------------------- | ------------------------------------------- |
| Партія регіонів |                                   |                       |                    |                        |                                             |
| 1               | Кулик Микола Васильович           | 03.11.2010            | вища               | член Партії регіонів   | СТОВ «Канівці», бригадир тракторної бригади |
| 2               | Ткач Віктор Володимирович         | 03.11.2010            | середня            | член Партії регіонів   | СТОВ «Канівці», водій                       |
| 4               | Довгань Раїса Григорівна          | 03.11.2010            | вища               | член Партії регіонів   | Сільська рада, касир                        |
| 6               | Зобнін Володимир Миколайович      | 03.11.2010            | середня            | член Партії регіонів   | СТОВ «Канівці», завідувач коморою, вагар    |
| 7               | Тараненко Микола Іванович         | 03.11.2010            | вища               | член Партії регіонів   | ТОВ"Чорнобайпобуткомбінат", директор        |
| 8               | Кононенко Володимир Олександрович | 03.11.2010            | середня            | член Партії регіонів   | приватний підприємець                       |
| 11              | Шарко Володимир Васильович        | 03.11.2010            | середня            | член Партії регіонів   | тимчасово не працює                         |
| 12              | Верескун Олексій Олександрович    | 03.11.2010            | середня            | член Партії регіонів   | СТОВ «Канівці», завідувач МТФ № 3           |
| 13              | Гилім Володимир Іванович          | 03.11.2010            | середня            | член Партії регіонів   | СТОВ «Канівці», завідувач автопарку         |
| 14              | Романенко Ірина Михайлівна        | 03.11.2010            | вища               | член Партії регіонів   | загальноосвітня школа, вчитель              |
| 15              | Кикоть Микола Володимирович       | 03.11.2010            | середня спеціальна | член Партії регіонів   | СК «Оранта», головний спеціаліст            |
| 16              | Гаврилюк Микола Тихонович         | 03.11.2010            | середня            | член Партії регіонів   | СТОВ «Канівці», завідувач МТВ № 4           |
| Самовисування   |                                   |                       |                    |                        |                                             |
| 3               | Собко Віктор Григорович           | 03.11.2010            | вища               | позапартійний          | тимчасово не працює                         |
| 5               | Кононенко Світлана Іванівна       | 03.11.2010            | вища               | позапартійна           | Навчально виховний комплекс, вчитель        |
| 9               | Кулик Тетяна Петрівна             | 03.11.2010            | середня            | позапартійна           | тимчасово не працює                         |
| 10              | Кулик Поліна Григорівна           | 03.11.2010            | вища               | позапартійна           | Сільська рада, секретар                     |

## Природно-заповідний фонд
На землях сільради розташовано гідрологічні заказники місцевого значення Бубирова гребля та Ганничі.